# Axel Munk

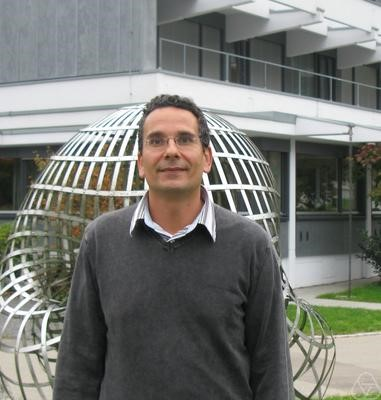
Axel Munk 2011

Axel Munk (* 14. November 1967 in Tübingen) ist ein deutscher Mathematiker und Hochschullehrer. Er beschäftigt sich mit mathematischer Statistik und Data Science.

## Leben
Axel Munk studierte von 1987 bis 1992 Mathematik und Philosophie an der Georg-August-Universität Göttingen und promovierte dort 1994 zum Thema „Tschebyscheff-Experimente“ bei Manfred Denker.
Danach verbrachte er als Postdoc Aufenthalte an der Universität Bielefeld, der Technischen Universität Dresden, der Wharton School of Business an der University of Pennsylvania und der Cornell University. Im Jahr 1999 habilitierte er sich an der Fakultät für Mathematik der Ruhr-Universität Bochum und war im selben Jahr Professor für Statistik an der Universität Siegen und von 2000 bis 2001 Professor für angewandte Mathematik an der Universität Paderborn. Seit 2002 ist er Professor für Mathematische Stochastik als Nachfolger von Ulrich Krengel und seit 2009 Felix-Bernstein-Professor für Mathematische Statistik an der Fakultät für Mathematik und Informatik der Georg-August-Universität Göttingen. Seit 2010 ist er Max-Planck Fellow am Max-Planck-Institut für Multidisziplinäre Naturwissenschaften und leitet dort eine Arbeitsgruppe zu statistischen inversen Problemen in der Biophysik.

## Arbeit
Axel Munk arbeitet zu Grundlagenfragen an der Schnittstelle von mathematischer Statistik und Optimierung, insbesondere an der Entwicklung und Analyse von statistischen Multiskalenverfahren, von Verfahren zur nicht-parametrischen Regression und zu statistischen inversen Problemen. In letzter Zeit beschäftigt Munk sich mit der Entwicklung von Methoden zur Analyse komplexer, diskreter und geometrischer Datenstrukturen. Dabei spielen statistische Verfahren des optimalen Transports eine zentrale Rolle. Verschiedene seiner Arbeiten wurden ausgezeichnet, so etwa zu schnell rechenbaren minimax-optimalen Multiskalenverfahren (SMUCE) zur Analyse von Strukturbrüchen durch die Royal Statistical Society und zur Shape Analyse von Daten auf gekrümmten Räumen durch die Academia Sinica.
Andererseits arbeitet Munk an konkreten Problemen aus den Natur- und Lebenswissenschaften, beispielsweise zur Planung und Auswertung klinischer und pharmazeutischer Studien oder zur biometrischen Sicherheit von Fingerabdrücken. Ein Hauptarbeitsschwerpunkt ist die zielgerichtete Entwicklung von Verfahren zur Datenanalyse auf der Nanoskala in der Zellbiologie, insbesondere von Ionenkanälen und zur Bildrekonstruktion und Auswertung von Daten der hochauflösenden Mikroskopie.

## Ehrungen und Mitgliedschaften
- 1992 Gustav-Adolf Lienert-Preis[31]
- seit 2011 Elected member of the Göttingen Academy of Sciences and Humanities[32]
- seit 2012 Elected fellow of the Institute of Mathematical Statistics[33]
- seit 2015 Elected fellow of the The International Statistical Institute (ISI)
- 2017–2020 Member of the Council of the Institute of Mathematical Statistics[34]
- 2021 Institute of Mathematical Statistics IMS Medallion Lecture: “Empirical Optimal Transport: Inference, Algorithms, Applications”[35]
- Mitherausgeber diverser Fachzeitschriften, Annals of Statistics[36], Bernoulli[37], Electronic Journal of Statistics[38]